# (32790) 1989 SM8
(32790) 1989 SM8 là một tiểu hành tinh vành đai chính. Nó được phát hiện bởi Henri Debehogne ở Đài thiên văn La Silla ở Chile ngày 23 tháng 9 năm 1989.